# پساپالو

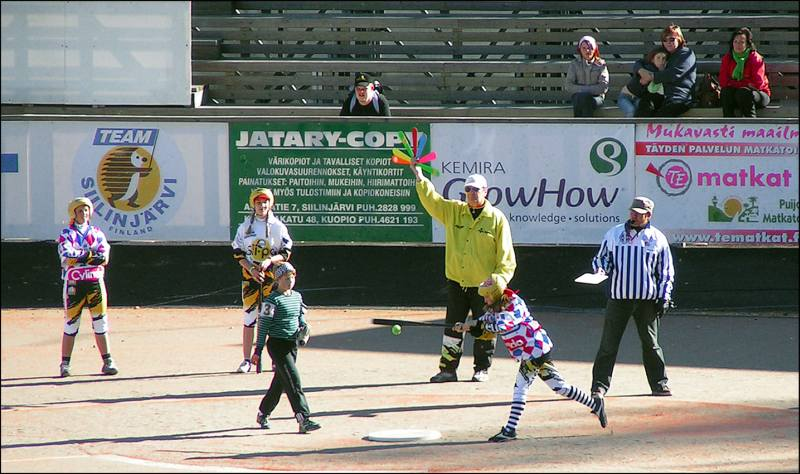
یک بازی پسه‌پالو

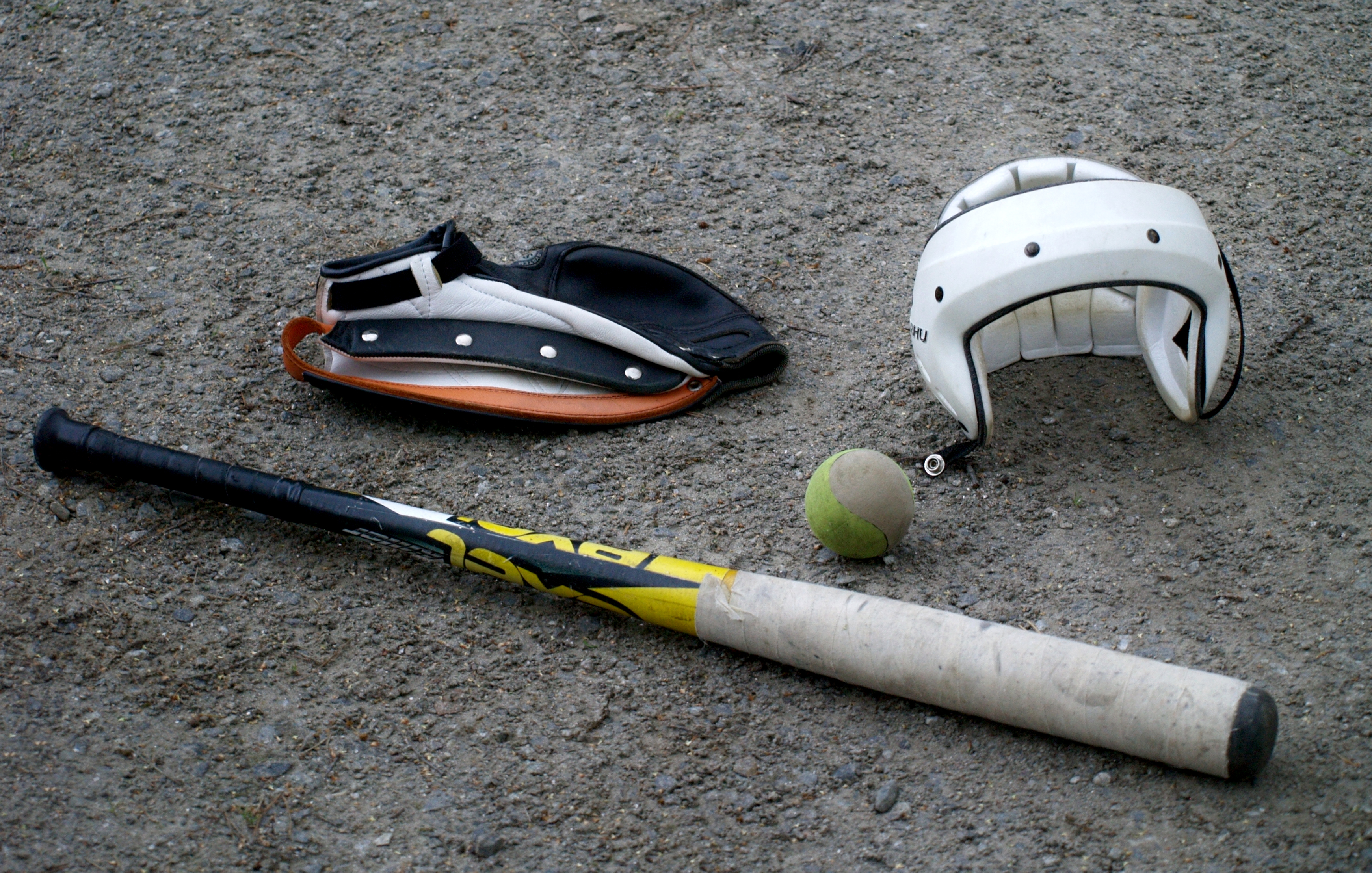
تجهیزات پسه‌پالو

پِسَه‌پالّو (به فنلاندی: Pesäpallo) ورزشی از دسته ورزش های امن پناه می‌باشد . از این به ورزش به عنوان بیسبال فنلاندی نیز یاد می‌شود. دستهٔ چوبی، توپ مخصوص، دستکش و کلاه ایمنی از تجهیزات این ورزش می‌باشند. این ورزش در فنلاند دارای حضور پررنگی است و در کشورهای آلمان، سوئیس، استرالیا و کانادا نیز طرفدارانی دارد.